# 长圆叶波罗蜜
长圆叶波罗蜜（学名：Artocarpus gomezianus）为桑科波罗蜜属下的一个种。

## 扩展阅读
- 維基物種上的相關：长圆叶波罗蜜